# 로몽역
로몽역(프랑스어: Gare de Romont, 독일어: Bahnhof Romont)은 스위스 프리부르주에 있는 로몽 지자체에 있는 기차역이다. 스위스 연방 철도의 표준궤 로잔-베른선과 대중교통 프리부르주아의 뷜-로몽선의 교차점에 위치하고 있다.

## 운행편
2021년 12월 시간표 변경에 따라 로몽에서 다음 서비스가 정차한다.
- 인터레기오 : 제네바 공항과 루체른 사이를 매시간 운행한다.
- RER 프리부르 :
  - RE / RE : 뷜과 프리부르 사이에 30분 간격 운행; 다른 열차는 베른까지 운행
  - S20 / S21 :
    - 주중: 인스까지 30분 간격 운행 ; S20 열차는 뇌샤텔까지 계속 운행한다.
    - 주말: 인스에 매시간 서비스
- RER 보 S4 : 알라망 행 평일 러시아워 서비스.